# 森安達也
森安 達也（もりやす たつや、1941年11月22日 - 1994年8月15日）は、日本の西洋史学者。専攻はスラヴ文化史、スラヴ文献学、キリスト教史。東京大学教養学部教授。東京都出身。東京外国語大学卒業。

## 略歴
- 1967年：東京大学大学院修士課程修了
- 1975年：ワルシャワ大東洋学研究所（1975年10月～1976年9月）
- 1978年：東京大学助教授
- 1990年：東京大学教授

## 著作
- 『キリスト教史Ⅲ　東方キリスト教』山川出版社「世界宗教史叢書 3」、1978年
- 『ビジュアル版 世界の歴史 9 ビザンツとロシア・東欧』講談社、1985年
- 『世界の英雄伝説 3 イーゴリ遠征物語』筑摩書房、1987年
- 『東方キリスト教の世界』山川出版社、1991年／ちくま学芸文庫、2022年
- 『地域からの世界史 第12巻 東ヨーロッパ』朝日新聞社、1993年
- 『神々の力と非力　これからの世界史8』平凡社、1994年
  - 『近代国家とキリスト教』平凡社ライブラリー、2002年

## 共編著
- 編『ロシア語速修コース』白水社、1993年
- 今井淳子と共訳編『ブルガリア 風土と歴史』恒文社、1981年

## 訳書
- リュドミラ・ジフコヴァ『カザンラク壁画古墳』恒文社、1982年
- ヴァンサン・モンテイユ『ソ連がイスラム化する日』中央公論社、1983年／中公文庫、1986年
- チェスワフ・ミウォシュ『ポーランド文学史』未知谷、2006年。共訳